# Tricleidus seeleyi
Il tricleido (Tricleidus seeleyi) è un rettile marino estinto, appartenente ai plesiosauri. Visse nel Giurassico medio (Calloviano, circa 165 milioni di anni fa) e i suoi resti fossili sono stati ritrovati in Inghilterra.

## Descrizione

Dimensioni di T. seeleyi

Questo animale è noto essenzialmente per uno scheletro incompleto, sufficiente però a ricostruirne l'aspetto. Tricleidus doveva essere un piccolo plesiosauro, non più lungo di tre metri, dotato di un collo relativamente allungato e di un cranio lungo 22 centimetri. Le vertebre cervicali erano oltre 26. Il cranio doveva assomigliare a quello dell'analogo Cryptoclidus, ma era dotato di un muso più corto e di una parte posteriore più alta. I denti, conici e appuntiti, erano presenti in misura minore di Cryptoclidus e presentavano numerose striature longitudinali. Come tutti i plesiosauri, possedeva un corpo relativamente schiacciato e quattro zampe trasformate in pinne.

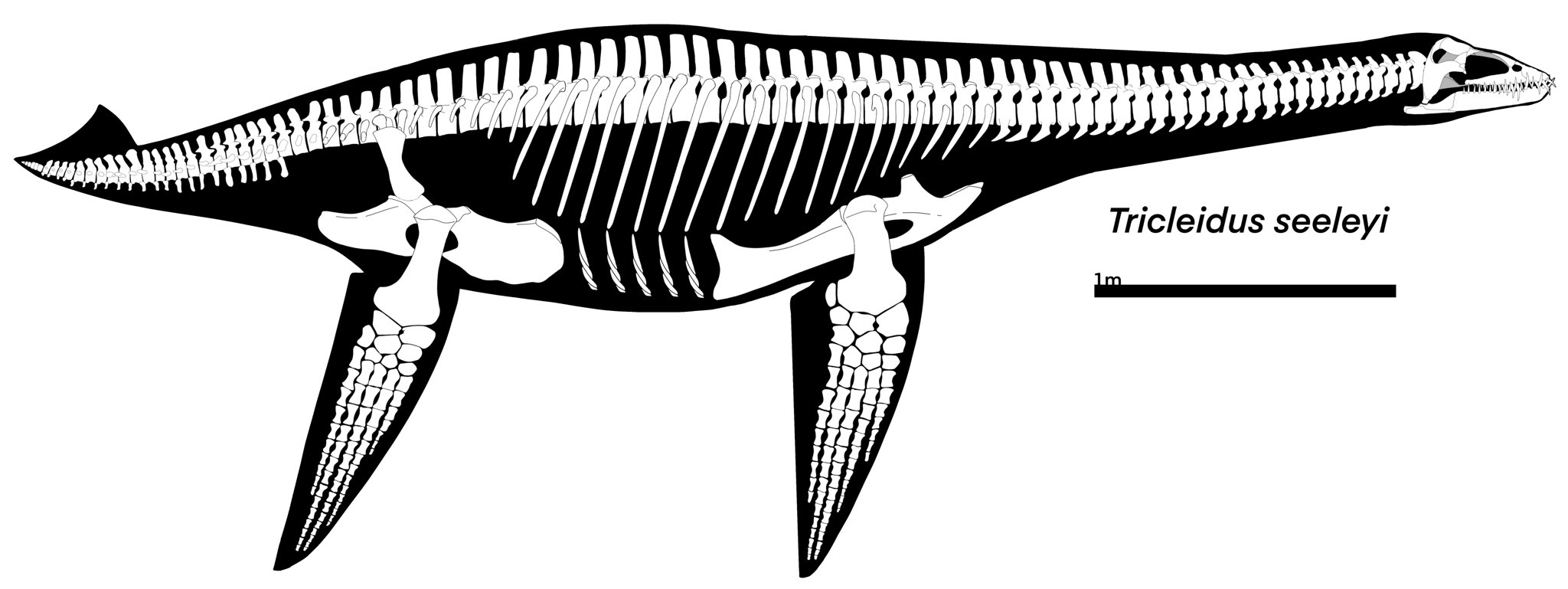
Ricostruzione dello scheletro di Tricleidus seeleyi

## Classificazione
Questo plesiosauro è stato descritto per la prima volta nel 1909 da C.W. Andrews, che lo considerò affine, anche se differente in alcuni aspetti, al ben noto Cryptoclidus. Altri studi (Brown, 1981) hanno messo in luce presunte parentele con gli elasmosauridi, un gruppo di plesiosauri dal collo molto allungato tipici del Cretaceo, ma attualmente Tricleidus è considerato un rappresentante dei criptoclididi.

## Paleoecologia
Tricleidus era un piccolo cacciatore marino, che si nutriva intrappolando nelle fauci piccole prede come cefalopodi dal corpo molle o crostacei.

## Significato del nome
Il nome generico Tricleidus significa "tre clavicole" e si riferisce al particolare tipo di arcata clavicolare, costituita da una grande interclavicola e un paio di clavicole ben sviluppate e allungate. L'epiteto specifico, seeleyi, onora Harry Govier Seeley, un paleontologo inglese che studiò a lungo i fossili provenienti dalla Oxford Clay, dove venne ritrovato Tricleidus.